# バーディー (歌手)
バーディー（Birdy、本名：Jasmine van den Bogaerde 、1996年5月15日 - ）は、イギリスのシンガーソングライター、ミュージシャン。

## 生い立ち
Jasmine van den Bogaerde /ˈdʒæzmɪn vʌn dɛn ˈboʊgə(r)d/ (ジャズミン・ヴァン・デン・ボーガルド)は1996年5月15日、イングランドはハンプシャー、ライミントンに生まれる。彼女の母親はコンサートピアニストのSophie Patricia (née Roper-Curzon)、父親は作家、声優のRupert Bogarde。バーディーは7歳くらいの時にピアノを教わり、8歳の時に作曲を始めている。余談だが大伯父は著名な俳優であるサー・ダーク・ボガードである。もっとも彼女は彼と面識はない。なお、バーディーの母方の祖父はCaptain John Christopher Ingram Roper-Curzonという人物で、彼は20代目Teynham公でもあるのだが、彼女にとって大叔父がダーク・ボガードであることよりもっとずっと重要なことである。
ニックネームのバーディーは彼女が新生児だった時、その食事の際ご飯をほしがるひな鳥のようにいっぱいに口を大きく開けていたのを見て両親がつけたもの。余談だが、学校以外、特に教師に怒られる時を除けばニックネームで呼ばれてきたのでジャズミンと呼ばれると叱られたみたいに感じてしまうくらいだそうである。

## キャリア

### 2008–12: Open Mic UK優勝からアルバム「Birdy」まで
2008年、彼女が12歳の時イギリス音楽大会「Open Mic UK」で約1万人の競争相手の中18歳未満の部で優勝した。大会の後彼女がYoutubeにアップロードした自曲を聴いたワーナー・ブラザース・レコードUKからパブリッシング契約のオファーを受ける。
2011年1月、14歳の時バーディーはボン・イヴェールの楽曲のカバーバージョンである「Skinny Love」をリリースする。これが初のヒットソングとなり、全英シングルチャートでは17位を記録。2011年3月にリリースされると直ぐにUK radioのDJ en:Fearne Cottonに「レコード・オブ・ザ・ウィーク」の中で取り上げられ、結果BBCラジオ1のB-プレイリストに追加されたのだった。またアメリカのテレビ番組en:The Ellen DeGeneres Showでも演奏しており、これは2012年の3月20日に放映された。楽曲の公式ミュージックビデオは、ソフィー・ミュラーが製作したものである。
それ以来、バーディーは多数の曲をカバーしてきた。例えばエド・シーランの「The A Team」やザ・エックス・エックスの「Shelter」がある。2011年7月19日にBBCラジオ1の「Live Lounge」で演奏したものだ。そしてセルフタイトルのデビューアルバム『Birdy』は2011年11月7日にリリースされた。この自作曲としてWithout A Wordの1曲のみを含むカバーアルバムはオーストラリアとオランダで1位、フランスで5位、ベルギーのフランドルで1位ワロンで2位、イギリスでは13位を記録し、イギリス、オーストラリア、オランダ、ベルギーでゴールドディスクを獲得したものであり、オーストラリアにあってはシングルでも「Skinny Love」、「People Help The People」はそれぞれ2位と10位になっている。
2012年8月にはライブアルバム(EP)「Live in London」をリリースしているのだが、ここには前出のThe A Teamと映画『ハンガー・ゲーム』用に書いた「Just a Game」が含まれる。このJust a GameはBirdyからライオンズゲート社にオファーしたものである。この他6月にはマムフォード・アンド・サンズからのオファーでピクサー映画『メリダとおそろしの森』のために「Learn Me Right」を歌っている。そして何よりもこの年バーディーにとって重要だったことは、8月29日、ロンドン夏期パラリンピックの開会式でen:Antony Hegartyの楽曲、「Bird Gerhl」を演奏したことである。「信じられない心動かされる経験でした、私がいつまでも永久に覚え続けている瞬間です。」

### 2013-15: アルバム「Fire Within」から2015年まで
2013年9月23日にアメリカを除く各地、2014年6月3日に最後にアメリカでもリリースされたセカンドアルバム『Fire Within』は、全英アルバムチャートをはじめとして、フランス、オーストラリア、ドイツ、ニュージーランド、スイス、オランダ、オーストリア、アイルランドといった諸外国でトップ10に入った。その後、映画「きっと、星のせいじゃない。」のサウンドトラックでは「Tee Shirt」、「Best Shot」(with Jaymes Young)、「Not About Angels」の3曲を提供した。この他、2014年の作品としてはマドンナの楽曲「Lucky Star」をカバーしたものが「BBC Radio 2 - Sounds of the 80s」のトラックに含まれる。またデヴィッド・ゲッタのアルバム「Listen」の「I'll Keep Loving You」もBirdyが歌手として参加したものである。
2015年には先のアルバム「Fire Within」から楽曲「Wings」のアコースティックバージョンが6月30日より放送の英国の銀行Lloydsの250年記念のテレビ広告の挿入歌として採用されたためUKヒットチャートで8位まで再び上昇した。アコースティックバージョンの当シングル曲も追って発売されている。7月はBBC Radio 1でen:Kygoの「Firestone」のカバーを演奏し、8月にはRhodesと「Let It All Go」を共作して後者はイギリスにおいては9月11日からデジタル形式で発売されている。

### 2016-現在: 2016年から現在まで
2016年1月1日、彼女の三番目のアルバムから「Keeping Your Head Up」がその先行のシングル曲として発売された。1月29日に追ってミュージックビデオが公開されたものである。本曲について彼女はこうコメントしている。
「世界の中で自分が全く失くなってしまったように感じる時は一度ならずあるけれど、そんなとき暗闇の中で光を見つけること、その光にしがみつく強さを持ち乗り越えていくことについて書いています。パワフルでアップリフティングなものにしました。この曲があなたの心に響くもので、鼓舞するものがあったらと思っています。」
本アルバム「Beautiful Lies」はイギリスでは2016年3月25日にリリースされた。Beautiful Liesの制作ではアーサー・ゴールデンの小説「Memoirs of a Geisha」(邦題:さゆり）に主にインスパイアされたと述べており、CDのカヴァー写真では着物を着ている他、CDの内表紙も純和風の屏風画のデザインとなっている。 ７月20日に初来日公演を行う予定である。

## バンド
バーディーはタボナコ(The Tabernacle)で初めてバンドを伴っての演奏をしてから彼らとともに活動していた。この初公演は2012年4月12日に行われたもので、取り立てて言う必要もないかもしれないが、タボナコというのはロンドンのノッティング・ヒルにあり大変風光明媚なところである。2016年のアルバムBeautiful Liesの制作ではチームの再編成があった。
- Duotone (Barney Morse-Brown), チェリスト. 公式サイト twitter
- Richard Evans, ギタリスト, バス, サウンドミキサー, プロデューサー. [42]
- Rosie Doonan, ギタリスト, ボーカル, キーボード, バス. CryBabyCryバンドメンバー twitter
- Simon Tellier, ドラマー. twitter

## 座右の銘
バーディーの人生の哲学は以下のものだと都度述べている。
- 「ただあなた自身たれ。あなたの愛することを行い、人々がどう思うかは問題でない。」
- 「地に足を着けていなさい。」

「していることを楽しんでいること、それを確かとすることは重要です。それは自然に来るものでなければなりません。とにかくそれが私がそのようにしようと試みていることです。」

## ドラマや映画中などで採用された楽曲
アルバム「Birdy」から楽曲「Shelter」
『ヴァンパイア・ダイアリーズ』、エピソード「The End of the Affair」、2011年9月29日放映。
アルバム「Birdy」から楽曲「Skinny Love」
『ヴァンパイア・ダイアリーズ』、エピソード「The Sun Also Rises」、2011年5月5日放映
『Being Human』
アルバム「Birdy」から楽曲「Without A Word」
『ヴァンパイア・ダイアリーズ』、エピソード「For Whom the Bell Tolls」、2013年10月24日放映
楽曲「Just a Game」、アルバム「Live in London」で収録
『ハンガー・ゲーム』
アルバム「Fire Within」から楽曲「Wings」
『ヴァンパイア・ダイアリーズ』、エピソード「Home」、2014年6月15日放映
映画「Winter's Tale」
映画「Labor Day」
アルバム収録なし、楽曲「Wings (Acoustic)」
Lloyds - 'Horse Story' 創業250周年記念広告
楽曲「Not About Angels」、「Tee Shirt」、アルバム「The Fault in Our Stars OST」で収録
映画「きっと、星のせいじゃない。」
アルバム「Beautiful Lies」から楽曲「Keeping Your Head Up」
イギリス国営放送 2016年番組紹介広告 - BBC One - The One to Watch
アルバム「Beautiful Lies」から楽曲「Hear You Calling」
BBCテレビドラマ、Our Girlエピソード2 オープニングテーマ曲。
楽曲「Ghost in the Wind」
テレビドラマ「The Edge of Seventeen」向けに書かれた楽曲で、そのサウンドトラックに収録 

## 受賞およびノミレート
| 年   | 賞                              | 部門                                                                                    | 結果       |
| ---- | ------------------------------- | --------------------------------------------------------------------------------------- | ---------- |
| 2013 | 55th Annual Grammy Awards       | Best Song Written for Visual Media ("Learn Me Right" マムフォード・アンド・サンズ 共同) | ノミネート |
| 2014 | 2014 BRIT Awards                | British Female Solo Artist                                                              | ノミネート |
| 2014 | Echo                            | Female Solo Artist International                                                        | 受賞       |
| 2014 | Los Premios 40 Principales 2014 | Best International New Act                                                              | 受賞       |
| 2014 | Los Premios 40 Principales 2014 | Best International Album ("Fire Within")                                                | ノミネート |

## ディスコグラフィ

### アルバム
| アルバム    | 詳細 | 最高位 | 最高位 | 最高位   | 最高位 | 最高位 | 最高位 | 最高位 | 最高位 | 最高位 | 最高位 | 認定                                                                             |
| アルバム    | 詳細 | UK     | AUS    | BEL (FL) | NZ     | FRA    | GER    | NL     | SCO    | AUT    | SWI    | 認定                                                                             |
| ----------- | --- | ------ | ------ | -------- | ------ | ------ | ------ | ------ | ------ | ------ | ------ | -------------------------------------------------------------------------------- |
| Birdy       | - ファーストアルバム - リリース: 2011年11月7日 - レーベル: 14th Floor、アトランティック・レコード              | 13     | 1      | 1        | 4      | 5      | 14     | 1      | 18     | 14     | 3      | - UK: ゴールド - AUS: プラチナ - NL: プラチナ - BEL: プラチナ - FRA: 3× プラチナ |
| Fire Within | - リリース：2013年9月27日 (イギリス) - レーベル: 14th Floor, アトランティック・レコード - フォーマット: CD, DD | 8      | 5      | 5        | 5      | 4      | 5      | 3      | 9      | 7      | 1      |                                                                                  |

### EPs
| タイトル       | EPの詳細                                                                                  |
| -------------- | ----------------------------------------------------------------------------------------- |
| Live in Paris  | - リリース: 2011年10月8日 - レーベル: ワーナー・ミュージック・グループ - フォーマット: DD |
| Live in London | - リリース: 2011年11月7日 - レーベル: ワーナー・ミュージック・グループ - フォーマット: DD |
| Breathe        | - リリース: 2013年9月24日 - レーベル: ワーナー・ミュージック・グループ - フォーマット: DD |

### シングル
| 発売年 | タイトル               | 認定                                                             | アルバム    |
| ------ | ---------------------- | ---------------------------------------------------------------- | ----------- |
| 2011年 | Skinny Love            | AUS: 6 x プラチナ - BEL: プラチナ - SWI: ゴールド - NL: ゴールド | Birdy       |
| 2011年 | Shelter                |                                                                  | Birdy       |
| 2011年 | People Help the People | AUS: プラチナ - BEL: ゴールド                                    | Birdy       |
| 2012年 | 1901                   |                                                                  | Birdy       |
| 2013年 | Wings                  | ARIA: ゴールド - BEA: ゴールド - IFPI SWI: ゴールド              | Fire Within |
| 2013年 | No Angel               |                                                                  | Fire Within |
| 2013年 | Light Me Up            |                                                                  | Fire Within |

### ミュージック・ビデオ
| タイトル               | 年   | 監督               |
| ---------------------- | ---- | ------------------ |
| Skinny Love            | 2011 | ソフィー・ミュラー |
| Shelter                | 2011 | ソフィー・ミュラー |
| People Help the People | 2011 | アダム・パウエル   |
| 1901                   | 2012 | Nez                |
| Wings                  | 2013 | ソフィー・ミュラー |
| Light Me Up            | 2013 | ソフィー・ミュラー |